# Carl Elias Adolph von Hachenberg
Carl Elias Adolph von Hachenberg (* 14. November 1718 in Neuwied; † 18. März 1776 in Breslau) war ein preußischer Oberst und Kommandeur des V. Stehenden Grenadier-Bataillon.

## Leben

### Herkunft und Familie
Hachenberg stammte aus einem rheinischen Adelsgeschlecht. Er war mit Freiin Wilhelmine von Staff vermählt, die Ehe blieb jedoch kinderlos.

### Werdegang
Hachenberg begann seine Laufbahn in der preußischen Armee im Jahr 1733 beim Infanterieregiment „von Dohna“. Er avancierte am 12. Mai 1739 zum Sekonde- und am 4. Mai 1749 zum Premierleutnant, stieg am 11. Juni 1756 weiter auf zum Stabskapitän und wurde im September desselben Jahres Kapitän. Mit seiner Beförderung zum Major im Februar 1761 wurde er auch Kommandeur des Grenadier-Bataillons „von Koschenbahr“, welches aus den Grenadier-Kompanien der Garnisonregimenter „von Mützschefall“ und „von Blanckensee“ zusammengesetzt war.
In den Schlesischen Kriegen nahm er an den Schlachten bei Hohenfriedeberg und Prag teil, machte die Belagerungen von Kosel und Prag mit und wohnte der Attacke auf den Ölmützer Transport bei. Im Siebenjährigen Krieg konnte er sich 1761 besonders in Pommern an der Persante gegen die Russen hervortun.
Hachenberg, der inzwischen auch Erbherr auf Deutsch-Breyle in Schlesien war, wurde im Mai 1769 zum Oberstleutnant und im Mai 1773 zum Oberst befördert. Er verstarb nach 43 Dienstjahren.